# Massina-Reich

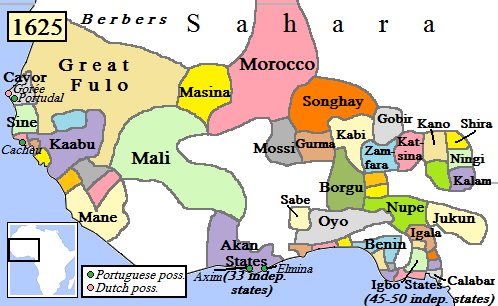
Westafrika 1625

Das Massina-Reich war ein Staat der Fulbe und lag im Gebiet des Massina im heutigen Mali. 
Nach der Zerschlagung des Songhai-Reiches durch die Marokkaner wurden die Fulbe in Massina autonom. Sie waren um 1600 Vasallen des marokkanischen Paschas in Timbuktu, im späten 17. Jahrhundert Vasallen von Segu.
Inspiriert vom Erfolg von Usman dan Fodio, der im Dschihad der Fulbe in den Jahren 1804 bis 1810 im Nordwesten des heutigen Nigerias das Kalifat von Sokoto errichtete, eroberte Amadu Hammadi Bubu (auch: Sékou Amadou oder Seku Amadu) vom Volk der Fulbe wahrscheinlich nach 1810 Djenné und anschließend das Gebiet um Mopti zwischen 1818 und 1819. Er gründete in der heutigen Region Mopti seine Hauptstadt Hamdallaye/Hamdullahi, deren Ruinen heute ein Touristenziel sind. Im Jahr 1845 eroberte er dann Timbuktu, starb aber noch im selben Jahr. 
Nachfolger wurde sein Sohn Amadu Seku, der 1852 zu Gunsten des eigenen Sohnes Amadu verzichtete. Am 16. März 1862 eroberte dann Al-Haddsch Omar die Hauptstadt Hamdallaye und tötete Amadu. 1864 kam es zu einem Aufstand in Hamdallaye unter der Führung von Balobo, dem Bruder des getöteten Amadu. Obwohl die Rebellion zeitweilig einigen Erfolg hatte, scheiterte sie doch letztlich und das Massina-Reich endete 1868.
Das Massina-Reich erstreckte sich von Timbuktu im Norden bis zum Schwarzen Volta im heutigen Burkina Faso im Süden. Während seines Bestehens setzte sich der Islam in diesem Gebiet vollständig durch, so sollen sehr viele Moscheen errichtet worden sein. Darunter war auch die Große Moschee von Djenné, die 1834 zerstört und im Geiste der neuen Zeit wieder errichtet wurde. 